# Albert Wifstrand
Sven Albert Wifstrand, född 3 mars 1901 i Mörrums församling, Blekinge län, död 13 juni 1964 i Lunds domkyrkoförsamling, var en svensk klassisk filolog. Han var gift med Mailice Wifstrand och far till Jan Wifstrand.
Wifstrand disputerade 1926 vid Lunds universitet, där han senare var professor i grekiska språket och litteraturen. Han blev kommendör av Kungliga Nordstjärneorden (KNO) 1955 (riddare, RNO, 1942). Han blev ledamot av Kungliga Humanistiska Vetenskapssamfundet i Lund (LHVS) 1935 och ledamot av Kungliga Fysiografiska Sällskapet i Lund (LFS) 1950. Han invaldes som ledamot av Kungliga Vetenskapsakademien (Ledamöter av Kungliga Vetenskapsakademien) 1960.